# Latur
Latur (marathi: लातुर) – miasto i gmina w Indiach, w stanie Maharasztra, stolica dystryktu Latur. 

## Historia
Miasto zostało założone w okresie rządów dynastii Raśtrakuta w VIII lub IX wieku. Do 1948 należało do Księstwa Hajdarabadu, następnie wchodziło w skład dystryktu Osmanabad w stanie Maharashtra. Od 16 sierpnia 1981 jest stolicą nowego dystryktu Latur.
30 września 1993 roku miasto nawiedziło trzęsienie ziemi o sile 6,4 stopnia w skali Richtera.

## Geografia
Latur znajduje się na wysokości 631 m n.p.m. na równinie Balaghat. Miasto jest położone na pograniczu między stanami Maharashtra i Karnataka.

## Demografia
Populacja w 2001 wynosiła 299 828 mieszkańców, z czego 52% stanowią mężczyźni.